# Chambon (Brussel)
Chambon is een stadswijk aan de Wolvengracht in Brussel met 250 appartementen, 134 studentenstudio’s, kantoorruimte, een grote binnentuin, twee hotels, winkels en horeca waaronder de Wolf Sharing Food Market.

## Geschiedenis

### Hoofdzetel ASLK
In 1888 besliste de Algemene Spaar- en Lijfrentekas om een nieuwe hoofdzetel te bouwen aan de Wolvengracht 46 in Brussel. De constructie werd toevertrouwd aan de eclectische architect Hendrik Beyaert die zich liet bijstaan door Paul Hankar voor het smeedwerk. In 1893 werd het gebouw in gebruik genomen. Tussen 1901 en 1904 bouwde Henri Van Dievoet extra vleugels richting Zilverstraat en Kreupelenstraat. 
Tussen 1910 en 1918 volgden uitbreidingen door architect Alban Chambon met onder meer de ingang voor de directie en de hoektoren. Zijn zoon Alfred Chambon bouwde tussen 1930 en 1934 verder aan de Kreupelenstraat 1b en vervolgde na de oorlog tussen 1947 en 1953 aan de Wolvengracht 48 met een hoefijzervormig art decogebouw. De lokettenzaal met plafond uit glazen bouwsteen werd bekend bij menig spaarder en de citroenpers bovenaan bepaalt sindsdien het stadsgezicht. In de jaren 60 en 70 werd de site vervolledigd met modernistische kantoorgebouwen van onder meer Marcel Lambrichs.
In 1986 werd het tiende bouwwerk van het complex afgewerkt. 
| Afbeelding | Gebouw             | Adres                           | Architect                                                          | Bouwjaar  | Status                                     |
| ---------- | ------------------ | ------------------------------- | ------------------------------------------------------------------ | --------- | ------------------------------------------ |
|            | Beyaert            | Wolvengracht 46b                | Henri Beyaert                                                      | 1889-1893 |                                            |
|            | Beyaert (extensie) | Wolvengracht 46                 | Alban Chambon                                                      | 1910-1918 |                                            |
|            | Van Dievoet        | Zilverstraat en Kreupelenstraat | Henri Van Dievoet                                                  | 1901-1904 | démoli vervangen door gebouw « C » in 1980 |
|            | Boiteux            | Kreupelenstraat 1b              | Alfred Chambon                                                     | 1930-1934 |                                            |
|            | Hoefijzer Chambon  | rue du Fossé aux Loups 48       | Alfred Chambon                                                     | 1947-1953 |                                            |
|            | CITEB              | Broekstraat 56                  | Studiebureau van de CIT Émile Blaton                               | 1955      |                                            |
|            | Marais             | Kreupelenstraat 10-12           | Marcel Lambrichs C. Grochowski D. de Laveleye                      | 1969-1973 |                                            |
|            | Tiberghien         | Kreupelenstraat 3-5             | Marcel Lambrichs C. Grochowski D. de Laveleye                      | 1972-1975 | afgebroken in 2013                         |
|            | C                  | Zilverstraat 9                  | Jacques Wybauw Albert De Doncker Philippe Samyn Walter Bresseleers | 1980-1986 | afgebroken in 2013                         |
|            | AB / Rothschild    | Broekstraat 30                  | Erauw Lievens Douglas (ELD)                                        | 1980      |                                            |
|            | F                  | Wolvengracht 41-45              | Albert De Doncker Jacques Wybauw Philippe Samyn                    | 1980      |                                            |

In 1990 werd de architectuur van vader en zoon Chambon gerestaureerd. Eind jaren 90 kwam de ASLK in handen van Fortis, een fusiebank waarvan een deel vervelde tot BNP Paribas Fortis tijdens de kredietcrisis. In 2010 zette deze Franse groep het bankencomplex te koop, waarna Christian Ceux, Brussels schepen voor stedenbouw en erfgoed, opriep tot bescherming van de niet-geklasseerde waarde.

### Chambon-site
In 2011 werden de vijf oudste gebouwen op deze site (de Chambon cluster) verkocht aan de vastgoedgroep Allfin. Het was de bedoeling om het tot dan toe grotendeels afgesloten complex te transformeren tot een toegankelijker en gemengd project. In 2012 bekritiseerde Geoffroy Coomans de Brachène erfgoedschepen Ceux omdat die drie waardevolle gebouwen niet beschermde en 11 bouwlagen toeliet, vier meer dan het toenmalige hoogste punt in het blok.
In 2013 onthulde architect Michel Verliefden (A2RC in associatie met Jaspers-Eyers) het nieuwe project met 25.000 vierkante meter woonruimte, 17.500 m² kantoorruimte en 2.400 m² winkels en horeca. Het ronde hoekgebouw aan de Warmoesberg werd voorzien voor kantoren en de hoek met de Zilverstraat voor een vijfsterren boetiekhotel. Er was nog geen bestemming voor de indrukwekkende lokettenzaal, toegankelijk via een zwaar bronzen portaal. De werkzaamheden begonnen in 2013, de eerste studentenstudio's waren klaar in 2014 en in april 2016 werd het hele project opgeleverd met 3.000 m² tuinpromenade van landschapsarchitect Jacques Wirtz.
Op 29 juni 2016 werd Allfin overgenomen door Immobel. In 2017 werd het ontwerp van de Chambon-site bekroond met de prijs voor ‘Best Refurbished Building’ tijdens de MIPIM Awards in Cannes. Eind 2018 kwamen stad Brussel en Immobel overeen om een foodmarket te openen in de  lokettenzaal van 2.650 m², een overdekte mediterrane markt met biologische en lokale producten. Thierry Goor stond in voor de uitwerking en besloot met interieurarchitect Lionel Jadot om eetstandjes onder te brengen in 17 voormalige loketten. Op 14 december 2019 opende de Wolf food market met naast de markt ook een microbrouwerij, een centrale bar,  800 zitplaatsen en toegang tot de binnentuin.